# Franssenia termyca
Franssenia termyca är en tvåvingeart som beskrevs av Ronald Henry Lambert Disney 1989. Franssenia termyca ingår i släktet Franssenia och familjen puckelflugor.
Artens utbredningsområde är Thailand. Inga underarter finns listade i Catalogue of Life.